# Leucanimorpha
Leucanimorpha är ett släkte av fjärilar. Leucanimorpha ingår i familjen nattflyn.
Kladogram enligt Catalogue of Life:
| Leucanimorpha | \| \| Leucanimorpha disjuncta \| \| \| \| \| \| Leucanimorpha tenebrifera \| \| \| \| |
|               | \| \| Leucanimorpha disjuncta \| \| \| \| \| \| Leucanimorpha tenebrifera \| \| \| \| |
|               | Leucanimorpha disjuncta                                                               |
|               |                                                                                       |
|               | Leucanimorpha tenebrifera                                                             |
|               |                                                                                       |